# Блокада (фильм, 2015)
Блокада, или «Безумие» (тур. Abluka) — фильм совместного производства Катара, Турции и Франции, снятый в 2015 году турецким режиссёром Эмином Альпером.

## Сюжет
Кадир работает сборщиком мусора. Недавно он досрочно был освобождён из тюрьмы, где провёл около 20 лет. Кадир согласился сотрудничать со спецслужбами, сообщая им о потенциальных террористах. Он встречает своего брата Ахмета, который зарабатывает отстрелом бродячих собак. Ахмет не рад возвращению брата. Куратор от спецслужб давит на Кадира, пытаясь с его помощью поймать группу террористов. От стресса Кадир начинает испытывать галлюцинации.

## Критика
Критики хвалили фильм за создание атмосферы, в которой показано влияние государства на людей. В фильме проводится параллель между Ахметом и Кадиром, они оба одиноки и борются с теми, кого государство считает своими врагами.
Из недостатков критики отмечали слабую сюжетную линию в конце фильма.

### Премии
- Премия в номинации «лучшая режиссёрская работа» на кинофестивале Фаджр[3].
- Специальный приз жюри Венецианского кинофестиваля[6]
- Премия «Intercultural film award»[7]